# Unicodeblock Nabatäisch
Der Unicodeblock Nabatäisch (engl. Nabataean, U+10880 bis U+108AF) enthält die Schriftzeichen der nabatäischen Schrift.

## Liste
Alle Zeichen haben die bidirektionale Klasse "rechts nach links".
| Unicodenummer   | Zeichen (400 %) | Kategorie                               | Offizielle Bezeichnung          | Beschreibung                         |
| --------------- | --------------- | --------------------------------------- | ------------------------------- | ------------------------------------ |
| U+10880 (67712) | 𐢀               | anderer Buchstabe, Silbe oder Ideogramm | NABATAEAN LETTER FINAL ALEPH    | Nabatäischer Buchstabe Schluss-Aleph |
| U+10881 (67713) | 𐢁               | anderer Buchstabe, Silbe oder Ideogramm | NABATAEAN LETTER ALEPH          | Nabatäischer Buchstabe Aleph         |
| U+10882 (67714) | 𐢂               | anderer Buchstabe, Silbe oder Ideogramm | NABATAEAN LETTER FINAL BETH     | Nabatäischer Buchstabe Schluss-Beth  |
| U+10883 (67715) | 𐢃               | anderer Buchstabe, Silbe oder Ideogramm | NABATAEAN LETTER BETH           | Nabatäischer Buchstabe Beth          |
| U+10884 (67716) | 𐢄               | anderer Buchstabe, Silbe oder Ideogramm | NABATAEAN LETTER GIMEL          | Nabatäischer Buchstabe Gimel         |
| U+10885 (67717) | 𐢅               | anderer Buchstabe, Silbe oder Ideogramm | NABATAEAN LETTER DALETH         | Nabatäischer Buchstabe Daleth        |
| U+10886 (67718) | 𐢆               | anderer Buchstabe, Silbe oder Ideogramm | NABATAEAN LETTER FINAL HE       | Nabatäischer Buchstabe Schluss-He    |
| U+10887 (67719) | 𐢇               | anderer Buchstabe, Silbe oder Ideogramm | NABATAEAN LETTER HE             | Nabatäischer Buchstabe He            |
| U+10888 (67720) | 𐢈               | anderer Buchstabe, Silbe oder Ideogramm | NABATAEAN LETTER WAW            | Nabatäischer Buchstabe Waw           |
| U+10889 (67721) | 𐢉               | anderer Buchstabe, Silbe oder Ideogramm | NABATAEAN LETTER ZAYIN          | Nabatäischer Buchstabe Zajin         |
| U+1088A (67722) | 𐢊               | anderer Buchstabe, Silbe oder Ideogramm | NABATAEAN LETTER HETH           | Nabatäischer Buchstabe Chet          |
| U+1088B (67723) | 𐢋               | anderer Buchstabe, Silbe oder Ideogramm | NABATAEAN LETTER TETH           | Nabatäischer Buchstabe Tet           |
| U+1088C (67724) | 𐢌               | anderer Buchstabe, Silbe oder Ideogramm | NABATAEAN LETTER FINAL YODH     | Nabatäischer Buchstabe Schluss-Jod   |
| U+1088D (67725) | 𐢍               | anderer Buchstabe, Silbe oder Ideogramm | NABATAEAN LETTER YODH           | Nabatäischer Buchstabe Jod           |
| U+1088E (67726) | 𐢎               | anderer Buchstabe, Silbe oder Ideogramm | NABATAEAN LETTER FINAL KAPH     | Nabatäischer Buchstabe Schluss-Kaph  |
| U+1088F (67727) | 𐢏               | anderer Buchstabe, Silbe oder Ideogramm | NABATAEAN LETTER KAPH           | Nabatäischer Buchstabe Kaph          |
| U+10890 (67728) | 𐢐               | anderer Buchstabe, Silbe oder Ideogramm | NABATAEAN LETTER FINAL LAMEDH   | Nabatäischer Buchstabe Schluss-Lamed |
| U+10891 (67729) | 𐢑               | anderer Buchstabe, Silbe oder Ideogramm | NABATAEAN LETTER LAMEDH         | Nabatäischer Buchstabe Lamed         |
| U+10892 (67730) | 𐢒               | anderer Buchstabe, Silbe oder Ideogramm | NABATAEAN LETTER FINAL MEM      | Nabatäischer Buchstabe Schluss-Mem   |
| U+10893 (67731) | 𐢓               | anderer Buchstabe, Silbe oder Ideogramm | NABATAEAN LETTER MEM            | Nabatäischer Buchstabe Mem           |
| U+10894 (67732) | 𐢔               | anderer Buchstabe, Silbe oder Ideogramm | NABATAEAN LETTER FINAL NUN      | Nabatäischer Buchstabe Schluss-Nun   |
| U+10895 (67733) | 𐢕               | anderer Buchstabe, Silbe oder Ideogramm | NABATAEAN LETTER NUN            | Nabatäischer Buchstabe Nun           |
| U+10896 (67734) | 𐢖               | anderer Buchstabe, Silbe oder Ideogramm | NABATAEAN LETTER SAMEKH         | Nabatäischer Buchstabe Samech        |
| U+10897 (67735) | 𐢗               | anderer Buchstabe, Silbe oder Ideogramm | NABATAEAN LETTER AYIN           | Nabatäischer Buchstabe Ajin          |
| U+10898 (67736) | 𐢘               | anderer Buchstabe, Silbe oder Ideogramm | NABATAEAN LETTER PE             | Nabatäischer Buchstabe Pe            |
| U+10899 (67737) | 𐢙               | anderer Buchstabe, Silbe oder Ideogramm | NABATAEAN LETTER SADHE          | Nabatäischer Buchstabe Tzade         |
| U+1089A (67738) | 𐢚               | anderer Buchstabe, Silbe oder Ideogramm | NABATAEAN LETTER QOPH           | Nabatäischer Buchstabe Koph          |
| U+1089B (67739) | 𐢛               | anderer Buchstabe, Silbe oder Ideogramm | NABATAEAN LETTER RESH           | Nabatäischer Buchstabe Resch         |
| U+1089C (67740) | 𐢜               | anderer Buchstabe, Silbe oder Ideogramm | NABATAEAN LETTER FINAL SHIN     | Nabatäischer Buchstabe Schluss-Sin   |
| U+1089D (67741) | 𐢝               | anderer Buchstabe, Silbe oder Ideogramm | NABATAEAN LETTER SHIN           | Nabatäischer Buchstabe Sin           |
| U+1089E (67742) | 𐢞               | anderer Buchstabe, Silbe oder Ideogramm | NABATAEAN LETTER TAW            | Nabatäischer Buchstabe Taw           |
| U+108A7 (67751) | 𐢧               | anderes Zahlzeichen                     | NABATAEAN NUMBER ONE            | Nabatäische Zahl Eins                |
| U+108A8 (67752) | 𐢨               | anderes Zahlzeichen                     | NABATAEAN NUMBER TWO            | Nabatäische Zahl Zwei                |
| U+108A9 (67753) | 𐢩               | anderes Zahlzeichen                     | NABATAEAN NUMBER THREE          | Nabatäische Zahl Drei                |
| U+108AA (67754) | 𐢪               | anderes Zahlzeichen                     | NABATAEAN NUMBER FOUR           | Nabatäische Zahl Vier                |
| U+108AB (67755) | 𐢫               | anderes Zahlzeichen                     | NABATAEAN CRUCIFORM NUMBER FOUR | Nabatäische Zahl Kreuz-Fünf          |
| U+108AC (67756) | 𐢬               | anderes Zahlzeichen                     | NABATAEAN NUMBER FIVE           | Nabatäische Zahl Fünf                |
| U+108AD (67757) | 𐢭               | anderes Zahlzeichen                     | NABATAEAN NUMBER TEN            | Nabatäische Zahl Zehn                |
| U+108AE (67758) | 𐢮               | anderes Zahlzeichen                     | NABATAEAN NUMBER TWENTY         | Nabatäische Zahl Zwanzig             |
| U+108AF (67759) | 𐢯               | anderes Zahlzeichen                     | NABATAEAN NUMBER ONE HUNDRED    | Nabatäische Zahl Einhundert          |